# Тропиколоты
Тропиколоты, или карликовые гекконы (лат. Tropiocolotes) — род ящериц из семейства гекконовых.
Распространены в северной части Африки и в Азии от Аравийского полуострова на западе до Пакистана на востоке.

## Таксономия и распространение
Род включает 12 видов:
- Tropiocolotes algericus; обитает в Мавритании, Западной Сахаре, Марокко, северном Алжире (к югу от Атласских гор), Тунисе
- Tropiocolotes bisharicus; обитает на юго-востоке Египта и, возможно, в прилегающих районах Судана
- Tropiocolotes confusus; обитает в Дофаре (Оман)
- Tropiocolotes hormozganensis; обитает на юге Ирана
- Tropiocolotes nattereri; обитает в Ливии, Египте, Израиле, Иордании, северо-западе Саудовской Аравии
- Tropiocolotes naybandensis; обитает на юге Ирана
- Tropiocolotes nubicus; обитает в Египте и на севере Судана в долине Нила
- Tropiocolotes scorteccii — аравийский карликовый геккон Скортеччи[2]; обитает в Йемене и Омане
- Tropiocolotes somalicus; обитает в Сомали, Джибути и Эфиопии
- Tropiocolotes steudneri — африканский карликовый геккон Штейднера[2]; обитает в Алжире, Ливии, Египте, Судане, Эфиопии, а также в Иордании и Иране
- Tropiocolotes tripolitanus — триполитанский африканский карликовый геккон[2];широко распространён в странах Северной Африки, Сахеля, Африканского Рога; образует 5 подвидов, некоторые из которых иногда рассматриваются в качестве видов
- Tropiocolotes wolfgangboehmei; обитает в Саудовской Аравии

Род Microgecko ранее рассматривали как подрод в составе Tropiocolotes.
Вид Mediodactylus heteropholis из Ирана и Ирака первоначально был описан в составе рода Tropiocolotes.